# 暗号形態
暗号形態（あんごうけいたい）は、カール・ヤスパースの実存哲学の概念のひとつであり、実存の絶対意識において聞きとれる超越者のことばを意味する語。

## 概要
ヤスパースによれば、超越者（人格的には「神」と呼ばれる）は、「暗号」というかたち（暗号形態）においてのみ立ち現れる。すべての事象は、超越者による存在意識への最終的な変革に対応して、超越者の「暗号」となり、世界はいわば「暗号の世界」となる。彼は「暗号」は3種に区分されるとし、歴史的瞬間において、その都度1回限り直接絶対意識に映ずる暗号（「超越者の直接的なことば」）を第一言語とした。第一言語が伝達可能なかたちに普遍化されたものが神話や芸術などであり、ヤスパースはこれを第二言語とした。そしてまた、哲学的伝達の可能な第三言語を形而上学における思弁的なことばだとした。
実存は、これらの「暗号」を自らの限界に突きあたる挫折の経験を通して、解読されなければならない。それがヤスパースの唱える「暗号解読」である。ヤスパースは、暗号を解読するためには、人は日常の生活経験から脱して「限界状況」に立たなければならないとして、これを通して暗号の真の意味をとらえることができ、超越者に直面することができるのだとした。